# 弗洛雷斯塔尔
弗洛雷斯塔尔是巴西米纳斯吉拉斯州的一个市镇。总面积194.356平方公里，总人口5928人，人口密度30.5人/平方公里。